# 프아타이당
프아타이당(태국어: พรรคเพื่อไทย 팍 프아 타이[*]) 혹은 이를 번역한 타이당은 태국의 정당이다. 2008년 9월 20일 헌법재판소 판결로 해체된 인민세력당을 잇는 당이다.

## 역대 선거 결과

### 역대 총선
| 년도 | 의석 수   | 득표수     | 득표율 |
| ---- | --------- | ---------- | ------ |
| 2011 | 265 / 500 | 15,744,190 | 48.41% |
| 2014 | 0 / 500   | -          | 0%     |
| 2019 | 136 / 500 | 7,920,630  | 22.29% |
| 2023 | 141 / 500 | 10,865,836 | 28.86% |

## 같이 보기
- 민주당 (태국)